# Izba Gmin

Emblemat Izby Gmin

Izba Gmin (ang. House of Commons) – izba niższa dwuizbowego parlamentu brytyjskiego.
Odgrywa rolę nadrzędną wobec izby wyższej – Izby Lordów. W skład Izby Gmin wchodzi 650 deputowanych (MPs od angielskiego Member of Parliament – członek parlamentu), wybieranych przez całość obywateli Zjednoczonego Królestwa w powszechnych, czteroprzymiotnikowych wyborach, w jednomandatowych okręgach wyborczych.

## Wybory

### Okręgi
Wielka Brytania została podzielona na jednomandatowe okręgi wyborcze przez cztery niezależne Komisje Rozgraniczenia (Boundary Commissions), po jednej dla Anglii, Walii, Szkocji i Irlandii Północnej. Jeden okręg przypada średnio na 69 281 mieszkańców Anglii, lecz liczba ta spada w innych częściach składowych Królestwa. Granice okręgów poprawiane są średnio raz na dekadę, w 1997 zwiększono liczbę deputowanych z 651 (w 1992) do 659. W 2005 istniało 646 okręgów, a od 2010 roku jest ich 650. Na Anglię przypada 533 mandatów, na Szkocję 59, na Walię 40, a na Irlandię Północną 18. W najbliższym czasie wszystkie cztery Komisje Rozgraniczenia zostaną wchłonięte przez powołaną w 2000 roku centralną Komisję Wyborczą (Electoral Commission).

### Wybory powszechne
Z chwilą rozwiązania Parlamentu automatycznie rozpoczynają się przygotowania do wyborów. Czynne, jak i bierne prawo wyborcze przysługuje każdemu obywatelowi Wielkiej Brytanii, który skończył 18 lat. Obywatele innych krajów Wspólnoty Narodów oraz Republiki Irlandii mogą głosować pod warunkiem, że mają ukończone 18 lat, stale mieszkają na terenie Zjednoczonego Królestwa i nie są skazani wyrokiem sądowym. Prawo do głosowania zapewnia Irlandczykom specjalna ustawa z 1949 roku (Ireland Act), zgodnie z którą obywatele Irlandii nie są w Zjednoczonym Królestwie postrzegani jako cudzoziemcy (od 1985 roku w Irlandii obowiązuje podobne prawo w stosunku do obywateli brytyjskich). Nie dotyczy to:
- Członków Izby Lordów

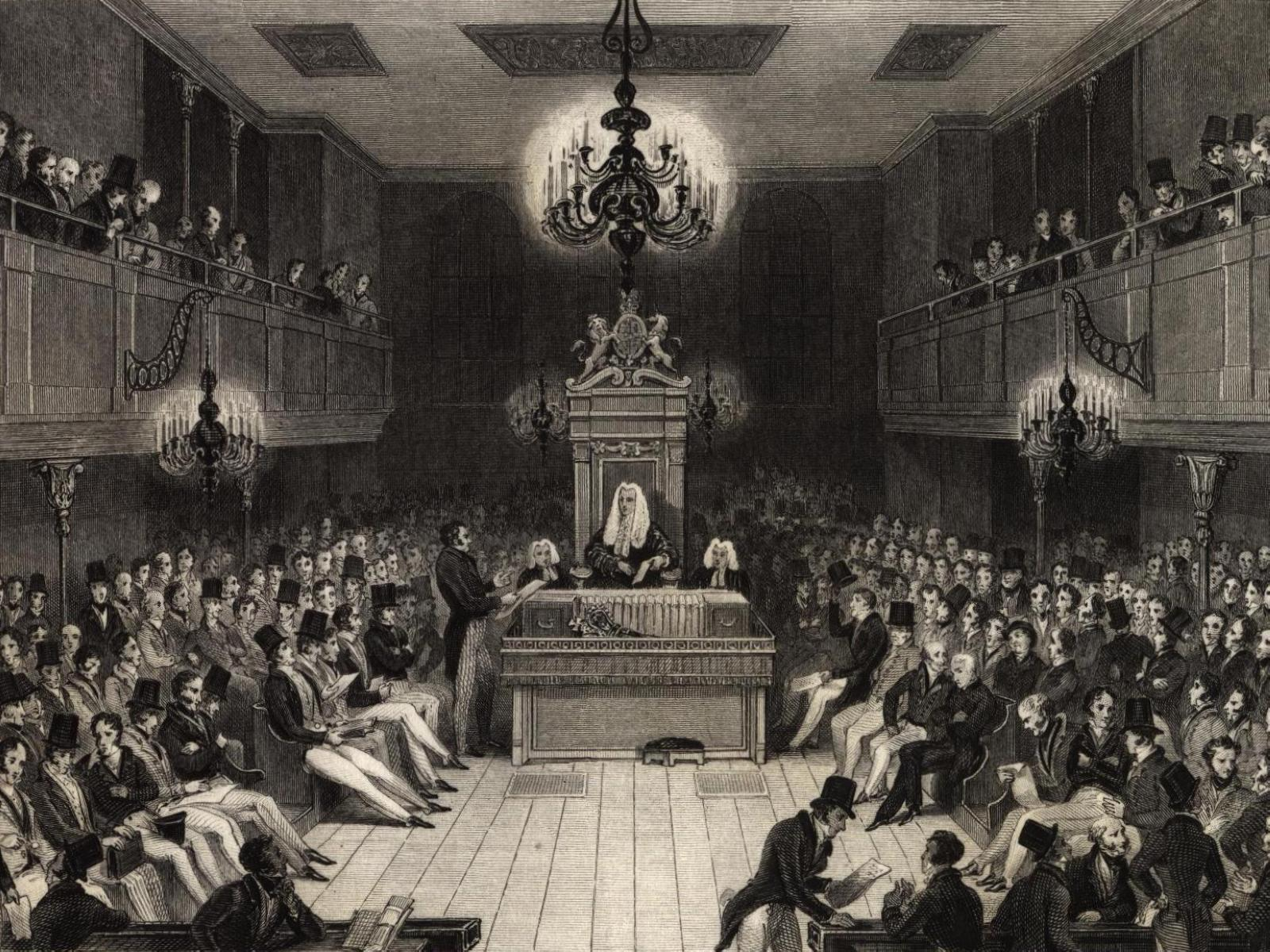
Izba Gmin w 1834 roku

- Osób zajmujących eksponowane stanowiska w służbie Korony (jak sędziowie). Członkowie rządu mogą jednak kandydować.
- Członków parlamentów innych państw Wspólnoty
- Skazanych za zdradę, którym nie udzielono prawa łaski
- Skazanych za naruszenie praw wyborczych w ciągu dekady poprzedzającej dane wybory.
- Osób odbywających wyrok powyżej roku
- Osób niepoczytalnych (np. pacjentów zamkniętych szpitali psychiatrycznych)

Monarcha brytyjski posiada prawo głosu.
Istnieje również precedens dyskwalifikujący głuchoniemych, jednak taki przypadek nie zdarzył się już od stuleci.
Wybory do Izby Gmin zwyczajowo odbywają się we czwartki. Partia, która zdobędzie największą liczbę głosów, tworzy rząd, a jej przewodniczący zostaje automatycznie premierem. Teoretycznie rząd powoływany jest przez monarchę, jednak w praktyce nie ingeruje on w prace parlamentu i rządu. Premier oraz większość ministrów zazwyczaj pochodzą z Izby Gmin, jednak niektórzy wybierani są spośród członków Izby Lordów. Przywódca głównej partii opozycyjnej – Lider Opozycji Jej Królewskiej Mości otrzymuje wynagrodzenie z państwowej kasy, jest to połowa uposażenia premiera.
Do przyjęcia we wrześniu 2011 r. ustawy o stałej długości kadencji (Fixed-term Parliaments Act 2011) nie było kadencyjności w klasycznym rozumieniu tego terminu: ustawą ustalono jedynie maksymalny okres trwania pełnomocnictw Parlamentu, zwyczaj nakazywał rozpisać nowe wybory nie później niż po upływie pięciu lat, nie wcześniej jednak niż rok od poprzednich wyborów. Zarządzanie wyborów należało do Monarchy, który co do zasady czynił to zgodnie z sugestią Premiera. Wspomniana ustawa stanowiła, że kadencja Izby Gmin trwa pełne pięć lat. Wybory odbywać się miały w pierwszy czwartek maja. Wybory przedterminowe mogły być rozpisane w dwóch przypadkach:
- gdy Izba Gmin uchwali wotum nieufności dla rządu, chyba że w ciągu 14 dni powstanie nowy rząd, który uzyska wotum zaufania;
- gdy Izba Gmin postanowi rozpisać wcześniejsze wybory; uchwałę w tej sprawie musiały poprzeć 2/3 spośród całkowitej liczby posłów (obecnie 434 spośród 650)[2].

Od marca 2022 obowiązuje ustawa, która przywróciła sytuację prawną sprzed 2011 roku.

### Wybory uzupełniające
Jeśli w trakcie kadencji parlamentu zajdzie taka potrzeba, w odpowiednim okręgu wyborczym można przeprowadzić wybory uzupełniające.
Miejsce w parlamencie może się zwolnić z wielu przyczyn, najbardziej oczywistą jest śmierć polityka; jednak rezygnacja nie jest jedną z nich: prawo nie zezwala składać tak ważnego urzędu. Przepis ten można ominąć przez ubieganie się u majordoma lub kanclerza o jedno ze stanowisk przy rodzinie królewskiej, którego nie można łączyć z pracą parlamentarną. Stanowiska takie jak podczaszy Korony czy podskarbi pałacu Northstead nie wiążą się z żadnym prawdziwym stanowiskiem i istnieją wyłącznie po to, by umożliwić parlamentarzystom ewentualne odejście z urzędu.
Jeśli MP zostanie wybrany na jedno z „prawdziwych” stanowisk, jak na przykład stanowisko sędziowskie, wtedy jego miejsce w parlamencie zwalnia się.
W przypadku podejrzenia o niestabilność umysłową, Speaker Izby może zarządzić badanie członka parlamentu przez dwóch niezależnych lekarzy. Jeśli po upływie połowy roku potwierdzą oni swą diagnozę o chorobie umysłowej, parlamentarzysta traci urząd. Podobnie, musi upłynąć sześć miesięcy, nim miejsca w parlamencie zostanie pozbawiony bankrut.

## Skład

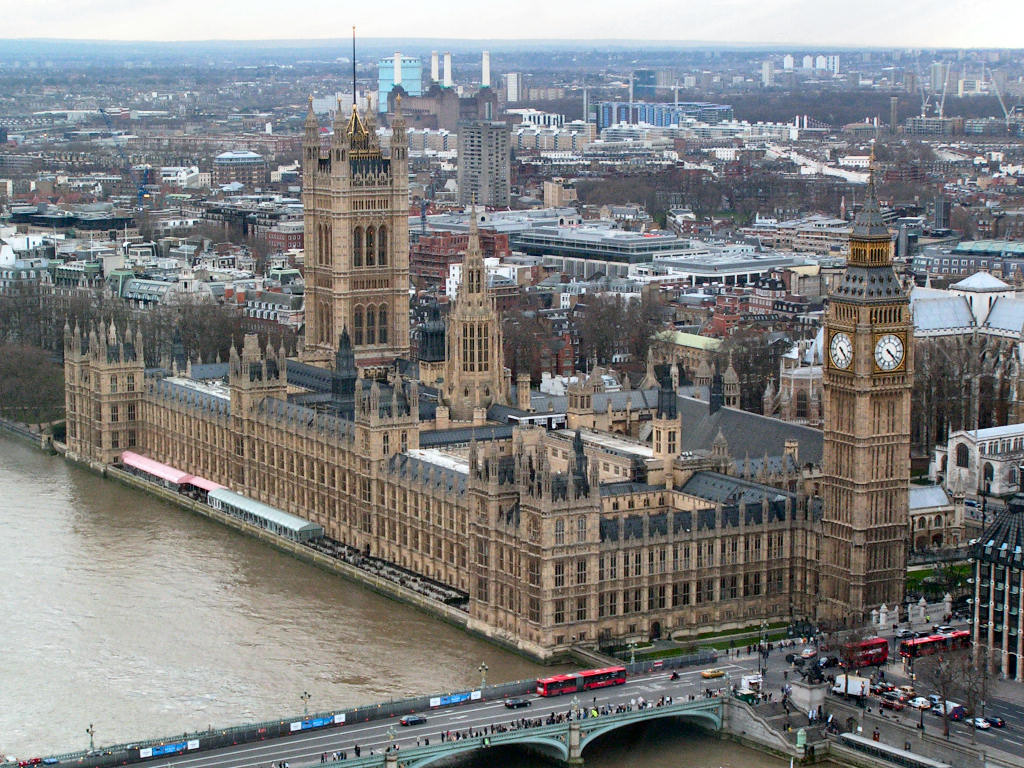
Pałac Westminsterski, siedziba Izby Gmin i Izby Lordów

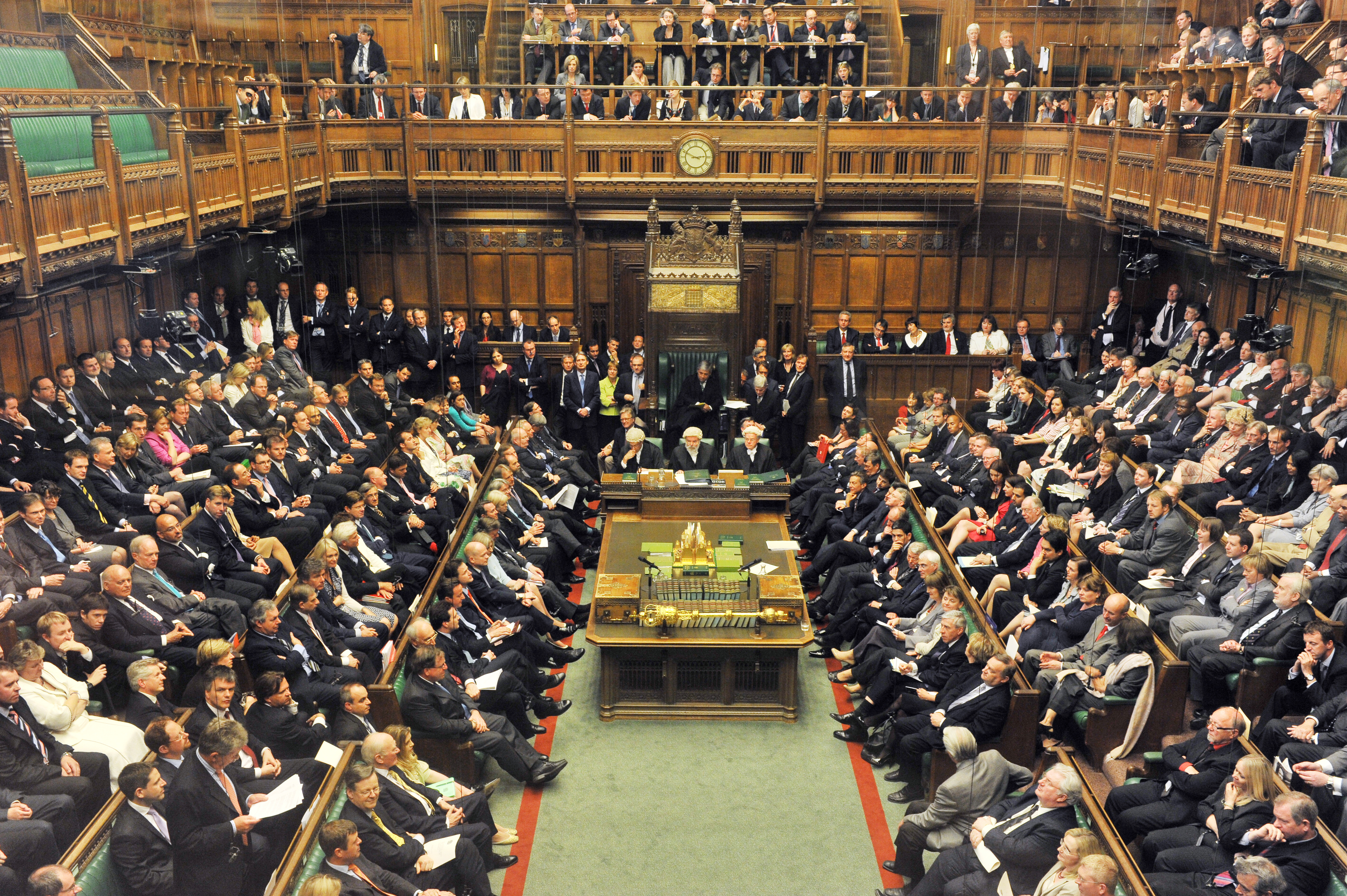
Sala posiedzeń Izby Gmin

Stan po wyborach z 4 lipca 2024 roku.
| Partia                                                                  | Miejsca | Miejsca |
| Partia                                                                  | 2019    | Obecnie |
| ----------------------------------------------------------------------- | ------- | ------- |
| Partia Pracy                                                            | 202     | 411     |
| Partia Konserwatywna                                                    | 365     | 121     |
| Liberalni Demokraci                                                     | 11      | 71      |
| Szkocka Partia Narodowa                                                 | 48      | 9       |
| Sinn Féin (zgodnie z decyzją partii jej posłowie nie obejmują mandatów) | 7       | 7       |
| Niezależni                                                              | -       | 6       |
| Demokratyczna Partia Unionistyczna                                      | 8       | 5       |
| Plaid Cymru                                                             | 4       | 4       |
| Alba                                                                    |         |         |
| Socjaldemokratyczna Partia Pracy                                        | 2       | 2       |
| Partia Sojuszu Irlandii Północnej                                       | 1       | 1       |
| Partia Zielonych Anglii i Walii                                         | 1       | 4       |
| Speaker Izby Gmin                                                       | 1       | 1       |
| Wakaty                                                                  | -       | 1       |
| Razem                                                                   | 650     | 650     |
| Większość rządowa                                                       | 13      | 81      |

## Procedury

### Posiedzenia
Miejscem posiedzeń parlamentu jest Pałac Westminsterski w Londynie. Sala Izby Gmin dekorowana jest na zielono i jej wystrój jest raczej skromny w porównaniu z salą posiedzeń Izby Lordów. Składają się nań dwa rzędy ław przedzielonych pośrodku przejściem. Ze względów historycznych przejście to ma zawsze szerokość „dwóch i pół długości miecza”. Spiker zajmuje miejsce na końcu sali, członkowie rządu po jego prawej stronie, a opozycja – po lewej. W sali znajdują się miejsca siedzące tylko dla 437 parlamentarzystów (podczas gdy wszystkich jest 650). Ma ona również niezadowalającą akustykę.
Na stole znajdującym się na środku sali znajduje się maczuga/buława (mace), symbol władzy królewskiej w parlamencie, bez której Izba Gmin nie może obradować i uchwalać ustaw.
Od niedawna Izba Gmin spotyka się też w sali Westminster Hall, choć na razie jest to eksperyment i dyskutuje się tam jedynie na niekontrowersyjne tematy. Spotkania odbywają się w poniedziałki, wtorki, środy, czwartki i niektóre piątki. Sesje sobotnie odbywają się tylko w wyjątkowych wypadkach; ostatni taki przypadek miał miejsce 19 października 2019 podczas głosowania w sprawie wynegocjowanej przez Borisa Johnsona umowy brexitowej a poprzedni w 1982 podczas wojny o Falklandy-Malwiny.
Kilka razy do roku Izba ogłasza dłuższe przerwy w obradach, najdłuższą z nich jest przerwa letnia (od połowy lipca do września). Pozostałe przerwy (głównie świąteczne) trwają zazwyczaj od jednego do dwóch tygodni.
W czasie głosowań dyscypliny klubowej (obecności i oddawania głosów zgodnie z linią partii) pilnują wyznaczeni parlamentarzyści określani angielskim słowem whips.

### Speaker
Izba Gmin wybiera speakera pełniącego funkcję zbliżoną do polskiego marszałka Sejmu. Kontroluje on codzienne prace parlamentu, udziela głosu dyskutantom oraz napomina naruszających regulamin. Bierze udział w głosowaniach tylko w przypadku takiej samej liczby głosów „za“ i „przeciw“, oddając wtedy tzw. głos rozstrzygający (ang. casting vote).
Speaker jest wybierany przez posłów na początku prac nowej Izby. Z reguły stronnictwo większościowe ma pełną swobodę w jego wyborze. Jedynym wyjątkiem jest sytuacja, kiedy w Izbie jest speaker z poprzedniej kadencji i wyrazi on chęć dalszego sprawowania funkcji. Wtedy jest on wybierany ponownie. Speaker elekt musi uzyskać formalną zgodę królewską na objęcie urzędu
Speaker ma trzech zastępców: Kanclerza Sposobów i Środków (Chairman of Ways and Means) i jego dwóch zastępców (First Deputy Chairman of Ways and Means oraz Second Deputy Chairman of Ways and Means). Ich tytuły pochodzą od dawnego Komitetu Sposobów i Środków zajmującego się w przeszłości głównie sprawami podatkowymi. Komitet został rozwiązany i istnieje jedynie w Stanach Zjednoczonych, ale członkowie Izby nadal zachowują dawne tytuły.
Speaker tradycyjnie nie należy do żadnej partii i po swej elekcji podpisuje rezygnację ze wszystkich innych stanowisk politycznych. Zazwyczaj wszystkie partie zgadzają się na reelekcję speakera. Tradycyjnie były speaker pozostaje bezpartyjny nawet po złożeniu urzędu. Jeśli zostanie wybrany do Izby Lordów, zasiada w przejściu wraz z innymi bezpartyjnymi.

### Przewodniczący
Realizacja polityki rządu w Izbie Gmin jest koordynowana przez Przewodniczącego Izby Gmin (ang. Leader of the House of Commons).

### Ojciec Izby
Parlamentarzysta, który ma najdłuższy, nieprzerwany staż w Izbie Gmin, jest nazywany Ojcem Izby (ang. Father of the House)